# Alessio Saccardo
Dom Alessio Saccardo, SJ, (Marano Vicentino, 21 de setembro de 1940) é um religioso jesuíta, bispo emérito de Ponta de Pedras, Pará.

## Estudos
Alessio Saccardo estudou filosofia no Instituto Aloisianum de Gallarate e teologia na Pontifícia Universidade Gregoriana, em Roma.
De 1964 a 1967 dedicou-se ao ensino e orientação pedagógica na faculdade Leão XIII, em Milão. No biênio 1974-1975, estudou Teologia Espiritual em Medellín, Colômbia.

## Presbiterado
Alessio Saccardo foi ordenado sacerdote por Dom Ângelo Rivato, em 5 de setembro de 1970.  Foi  vice-diretor do Centro Cultural San Fedele e coordenador pedagógico e catequético no Centro Religioso Leão XIII, em Milão.
Chegou ao Brasil em 1981. Foi pároco em Curralinho, no Marajó, na Diocese de Ponta de Pedras, a convite de Dom Ângelo Rivato, bispo diocesano local, no período de 1982 a 1989.
Foi orientador espiritual no Colégio Antônio Vieira, em Salvador; pároco Nossa Senhora de Lourdes, em Salvador; superior da comunidade do Colégio de São Francisco de Sales e diretor do mesmo colégio, em Salvador. Foi diretor do Colégio de São Francisco de Sales, da Companhia de Jesus, na Arquidiocese de Teresina, no período de 1993 a 2002.

## Episcopado
Foi nomeado bispo de Ponta de Pedras, no Arquipélago do Marajó, no Pará, no dia 16 de janeiro de 2002, pelo papa João Paulo II. Foi ordenado bispo no dia 6 de abril de 2002, pelas mãos de Dom Luciano Pedro Mendes de Almeida, SJ, arcebispo de Mariana; Dom Ângelo Maria Rivato, SJ; bispo emérito de Ponta de Pedras; Dom Celso José Pinto da Silva, arcebispo de Teresina.
Tomou posse no dia 20 de abril de 2002. Renunciou ao governo pastoral da diocese, de acordo com o Cân. 401, §1, do Código de Direito Canônico, no dia 23 de setembro de 2015.